# Bradley Efron

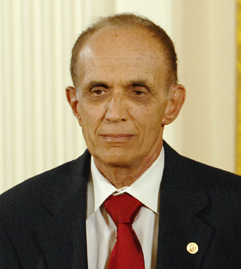
Bradley Efron, 2007

Bradley Efron (* 24. Mai 1938 in St. Paul, Minnesota) ist ein US-amerikanischer Statistiker. Er ist Professor der Stanford University und ist Urheber der Bootstrap-Methode.

## Biographie
Efron studierte mit einem Stipendium am Caltech, was er 1960 abschloss. Im selben Jahr ging er nach Stanford, wo er 1964 bei Rupert Miller und Herb Solomon promoviert wurde (Problems in probability of geometric nature). Danach blieb er, von Gastprofessoren beispielsweise in Berkeley, dem Imperial College in London und der Harvard University abgesehen, in Stanford.
Das von Efron 1979 gefundene Bootstrap-Verfahren erlaubt es, die Variabilität einer Test-Statistik nichtparametrisch zu schätzen. Diese Methode ist eng verwandt mit dem sog. Jack-Knife Verfahren und wird vielfach angewendet, wenn keine gültige analytische Approximation (wie etwa ein Konfidenzintervall basierend auf Normalverteilungsannahme) möglich ist. Weitere bahnbrechende Beiträge von Efron beschäftigen sich mit dem empirischen Bayes-Verfahren (einer Inferenzmethode, die sowohl frequentistische als auch bayessche Züge aufweist), mit hochdimensionalem multiplen Testen mit Hilfe der „False Discovery Rate“, mit Variablenselektion und Modellwahl sowie mit geometrischen Aspekten statistischer Inferenz.
Im Juli 2007 erhielt Bradley Efron für seine Beiträge zur theoretischen und angewandten Statistik und insbesondere für die Bootstrap-Methode die National Medal of Science, die höchste wissenschaftliche Auszeichnung in den USA. Er ist Mitglied der National Academy of Sciences, der American Academy of Arts and Sciences und der American Statistical Association. Die Universitäten von Madrid, Chicago und Oslo verliehen ihm die Ehrendoktorwürde. Außerdem ist er McArthur Fellow und war Präsident des Institute of Mathematical Statistics (IMS).

## Auszeichnungen
- National Medal of Science
- Wilks-Medaille
- Parzen-Preis
- Rao-Preis
- MacArthur Fellowship 1983
- Guy-Medaille 2014
- BBVA Foundation Frontiers of Knowledge Award 2016

## Schriften
- The jackknife, the bootstrap, and other resampling plans. Society of Industrial and Applied Mathematics CBMS-NSF Monographs, Band 38, 1982.
- Estimating the error rate of a prediction rule: improvement on cross-validation. J. Amer. Statist. Assoc., 1983.
- Jackknife-after-bootstrap standards errors and influence functions. In: Journal of the Royal Statistical Society. 1992.
- Mit R.J. Tibshirani: An introduction to the bootstrap. Chapman & Hall, New York 1993.